# آلماست (فیلم)
آلماست (ارمنی: Ալմաստ؛ انگلیسی: Almast) یک فیلم موزیکال رنگی ۱۳۲ دقیقه‌ای محصول سال ۱۹۸۵ کشور ارمنستان شوروی به کارگردانی تیگران لوونیان و ه. خاچاطریان و نویسندگی تیگران لوونیان  است. این فیلم بر اساس شعر تصرف قلعه تمپک سروده هوهانس تومانیان و اپرایی به همین نام اثر آلکساندر اسپندیریان ساخته شده است.

## داستان فیلم
دوشس آلماست فاتح که جذب عشق کاذب یک شیخ می‌شود، درهای قلعه‌ای غیرقابل نفوذ را به روی دشمنان می‌گشاید. او با درک اشتباه خود دست به خودکشی می‌زند.

## بازیگران
- هاسمیک پاپیان - در نقش آلماست
- رودولف خاراتیان - در نقش تاتول
- هوهانس دیوانیان - در نقش نادرشاه
- ر. داوتیان[ث] - در نقش گایانه
- گ. (گریگوری) یغیازاریان[ج] - در نقش روبن
- آ. (آلکساندر) وارطانیان[چ] - در نقش آشوت
- گ. هاکوبیانتس[ح] - در نقش شیخ
- س. آبراهامیان[خ] - در نقش دلقک
- ر. (روبن) خاچاطریان[د] - در نقش یتیم

### خوانندگان
اولگا گابایان، آلکسان کاراپتیان، هنریک آلاوردیان، ای. پاپازیان، گ. یغیازاریان، گغام گریگوریان، ه. باستاجیان و مارگار داوتیان

## عوامل تولید

### موسیقی
- رهبر ارکستر: یو. داوتیان[ژ]
- استادان باله: ن. مهرابیان[س]، س. پطروسیان[ش]
- مهندسی صدا: یو. سایادیان[ص]
- تدوینگر موسیقی: یو. هاروتیونیان[ض]

## یادداشت
1. ↑  Հ. Խաչատրյան
2. ↑  Գ. Հայրապետով
3. ↑  Մ. Խանամիրյան
4. ↑  Դ. Ներսիսյան
5. ↑  Ռ. Դավթյան
6. ↑  Գ. Եղիազարյան
7. ↑  Ա. Վարդանյան
8. ↑  Գ. Հակոբյանց
9. ↑  Ս. Աբրահամյան
10. ↑  Ռ. Խաչատրյան
11. ↑  Ի. Փափազյան
12. ↑  Գ. Եղիազարյան
13. ↑  Հ. Բաստաջյան
14. ↑  Յու. Դավթյան
15. ↑  Ն. Մեհրաբյան
16. ↑  Ս. Պետրոսյան
17. ↑  Յու. Սայադյան
18. ↑  Յու. Հարությունյան